# Brachyserphus laeviceps
Brachyserphus laeviceps is een vliesvleugelig insect uit de familie van de Proctotrupidae. De wetenschappelijke naam van de soort is voor het eerst geldig gepubliceerd in 1958 door Thomson.